# The Follow
The Follow ist ein Teil der BMW-Kurzfilmreihe The Hire, die im Auftrag von BMW im Jahr 2001 entstand. Regie bei diesem Werbefilm führte Wong Kar Wai. Im Film sind die BMW-Modelle 3er Coupé und Z3 zu sehen.

## Handlung
Der Fahrer erhält den Auftrag eines nervösen Filmproduzenten, die Frau eines Schauspielers zu beschatten, da sie in Verdacht steht, ihn zu betrügen. Während der Fahrer die Frau beschattet, beschreibt er die Art und Weise, so etwas richtig zu machen. Als sie am Flughafen einschläft, stellt er fest, dass sie offensichtlich von ihrem Mann geschlagen wird. Er gibt dem Produzenten das Geld zurück und ermöglicht ihr somit, sich nach Brasilien zu ihrer Mutter abzusetzen.

## Hintergrund
Die BMW-Filme waren ursprünglich dafür vorgesehen, nur als Webcast veröffentlicht zu werden. Für den BMW-internen Umlauf wurden jedoch Promotions-DVDs erstellt. Deren steigende Bekanntheit und Erscheinung bei eBay überzeugte die Verantwortlichen, die Collection auch darüber hinaus anzubieten. Die ursprüngliche DVD beinhaltete nicht The Follow, der Film wurde auch von der BMW-Webseite entfernt. Gerüchte vermuteten einen Vertragskonflikt mit Whitaker, der nur für einen Internet-Film unterzeichnet hatte. Laut Vertrag hätte er die Möglichkeit gehabt, eine Veröffentlichung aus persönlichen Gründen zu stoppen.